# OpenVAS
OpenVAS（Open Vulnerability Assessment System、旧称：GNessUs）は、脆弱性のスキャニングと脆弱性の管理の機能を提供するサービスおよびツール群からなるソフトウェアフレームワークである。
OpenVASの全プログラムは自由ソフトウェアであり、大部分のコンポーネントはGNU General Public License（GPL）でライセンスされている。OpenVASのプラグインは、Nessus Attack Scripting Language（NASL）で書かれている。

## 歴史
OpenVASは、以前はオープンソースだったNessusスキャンツールのフォークとして、GNessUsという名前で開発が始まった。Nessusを開発していたTenable Network Securityが、2005年10月に、Nessusをプロプライエタリ（クローズドソース）ライセンスに変更したためである。OpenVASは、もともとはPortcullis Computer Securityでのペネトレーションテストとして提案されたものだったが、その後、Tim BrownによってSlashdotで公開が発表された。
OpenVASは、Software in the Public Interestのメンバープロジェクトの1つである。

## フレームワークの構造

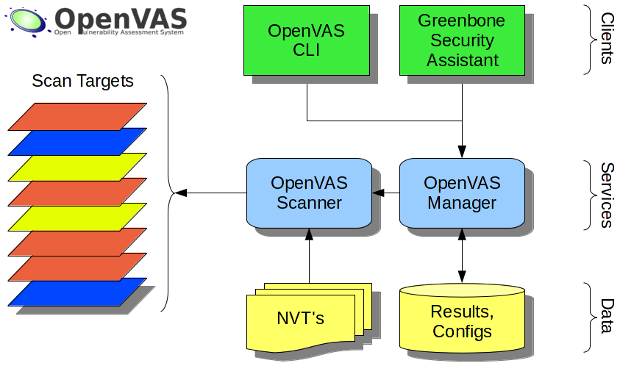
OpenVAS 8の構造

ネットワーク脆弱性テスト（Network Vulnerability Tests; NVTs）の日次更新フィードがあり、合計47,000件以上が配信されている（2016年6月現在）。

## ドキュメント
OpenVASプロトコルの構造は、開発者を助けるために十分ドキュメント化されている。OpenVASに関するドキュメントを配布するためのOpenVASプロジェクトの出版物として、OpenVAS Compendiumがある。